# Mauser BK-27
Mauser BK-27 (německá zkratka Bordkanone, "palubní kanon") je standardní německý letecký kanón ráže 27 mm s několika typy munice, který je dnes široce používán v mnoha evropských stíhacích letadlech.
Kanón je optimalizován pro podzvukové i nadzvukové rychlosti a ve švédském stíhacím letadle JAS-39 Gripen je umístěn v levé části trupu. Samotná zástavba kanónu do draku letounu je provedena s vysokou přesností, takže při jeho výměně není nutné provádět mechanické seřízení. Snadný přístup k BK-27 zjednodušuje doplňování munice i celou jeho údržbu.

## Vývoj BK-27
Počátek vývoje kanónu sahá do roku 1971. Tehdy totiž byla s německou firmou Mauser v Oberndorfu podepsána dohoda o vývoji zcela nového leteckého kanónu. Hlavním cílem vývoje byl maximálně výhodný poměr mezi rozměry kanónu a jeho bojovým výkonem, který měl překonat všechny dosud existující konkurenční zbraně. Dalším požadavkem byla výrazná univerzálnost, a proto se od počátku počítalo s dvojí kadencí - vysokou pro boj se vzdušnými cíli a nízkou pro likvidaci lehce pancéřovaných pozemních cílů.
Komplexní řešení si nakonec vyžádalo současný vývoj nového kanónu i sady 5 nových nábojů se stejnou vnější balistikou (průbojný, tříštivo-trhavý, zápalný a dva typy pro cvičnou střelbu). Tyto náboje musely splnit řadu dalších ostrých požadavků a přitom mít v sobě zapalovač spolehlivě fungující i při extrémně nevýhodných úhlech dopadu.

## Koncepce BK-27
Kanón BK-27 přímo vychází z německého leteckého kanónu Mauser MG 213, který vznikl během 2. světové války. Je to revolverový kanón s bubnem, který má pět nábojových komor. Osa bubnu je umístěna pod osou hlavně. Pro jeho automatickou funkci se využívá impulsu plynů odebraných z hlavně. Hlaveň s plynovým násadcem je umístěna v pouzdru kanónu, v němž je také otočně uložen buben a za ním cívkový podávací mechanismus. V prostoru pod tímto podávačem je umístěna dvojice pružin, které mají za úkol vracet kluzátko do přední polohy. Nad zmíněnou dvojicí pružin a zároveň v úrovni spodních komor bubnu vstupuje do kanónu nábojový pás.
V každém letounu je kanón upevněn pomocí plovoucího lože, které snižuje působení střelby na letoun.